# Jamie Pagendam
James „Jamie“ Pagendam (* 1. Dezember 1965 in Toronto) ist ein ehemaliger kanadischer Boxer.

## Karriere
Jamie Pagendam gewann eine Bronzemedaille im Bantamgewicht bei den Junioren-Weltmeisterschaften 1983 in Santo Domingo, als er erst im Halbfinale gegen John Molina unterlag. 1985 gewann er die kanadische Meisterschaft im Federgewicht und die Silbermedaille bei den North American Championships in den USA, als er im Finale wieder gegen Molina ausschied. 1986 wurde er erneut kanadischer Meister im Federgewicht.
1988 konnte er wieder kanadischer Meister im Federgewicht werden, schlug beim Canada Cup die Starter aus Japan, der Sowjetunion sowie den USA und bestritt einen Länderkampf gegen den amtierenden Weltmeister Kelcie Banks aus den USA, den Pagendam nur knapp mit 1:2 verlor. Er startete daraufhin bei den Olympischen Spielen 1988 in Seoul. 
Im ersten Kampf traf er auf den Mongolen Tserendordschiin Amardschargal und beherrschte den Kampf, wobei sein Gegner mehrfach angezählt wurde und zweimal am Boden war, was laut geltenden Regeln einen automatischen Sieg des Kanadiers bedeutet hätte. Der Ringrichter beendete den Kampf jedoch nicht, worauf die beiden Boxer weiterkämpften und Pagendam schließlich ausgeknockt wurde. Das kanadische Lager legte anschließend erfolgreich Beschwerde gegen das Fehlurteil ein, worauf Pagendam nachträglich zum Sieger erklärt wurde. Da nach AIBA-Regeln jedoch Boxer nach einem Knockout für einen Monat keinen Kampf mehr bestreiten durften, schied Pagendam in der zweiten Vorrunde offiziell durch Walkover gegen den Bulgaren Kirkor Kirkorow aus. Er war nach Anthony Hembrick der bereits zweite nordamerikanische Boxer, der auf umstrittene Weise aus diesen Spielen ausschied.
1994 wurde er noch kanadischer Meister im Halbweltergewicht.

## Weiteres
2010 fand Jamie Pagendam Aufnahme in die St. Catharines Sports Hall of Fame.
Sein Bruder Steve Pagendam ist ehemaliger Boxer und Olympiateilnehmer von 1984. Seine Tochter Victoria ist ebenfalls Boxerin, sein Sohn Tanner ist Eishockeyspieler.